# Mirsad Jonuz
Mirsad Jonuz (Мирсад Јонуз) (9 d'abril del 1962) és un exporter macedoni, i actualment entrenador de futbol.

## Carrera

### Com a jugador
Nascut a Milino, un poblet al costat de Sveti Nikole (Macedònia del Nord, llavors Iugoslàvia), Jonuz va jugar a diversos equips de futbol iugoslaus. Va debutar el 1985 en el futbol professional a les files del FK Teteks de la segona divisió iugoslava. Després d'aquesta temporada va jugar en dos equips més de la segona divisió, el FK Bregalnica Štip i el FK Borec, abans de debutar, la temporada 1988-89, a la primera divisió iugoslava a les files del FK Rad de Belgrad. Durant el mercat d'hivern, però, va ser cedit al FK Novi Pazar, jugant la resta de la temporada a segona divisió.
La temporada següent (1989-90), Mirsad Jonuz va fitxar pel FK Vardar, tornant així a la primera divisió, però aquell estiu va tornar a Segona en ser traspassat al FK Sutjeska Nikšić. Va tornar al FK Rad la temporada següent, on va jugar fins al 1993, quan va fitxar pel Levadiakos F.C. grec, on es va retirar el 1995..

### Com a entrenador
La carrera d'entrenador de Jonuz va començar el 1996 al FK Rabotnički, arribant a disputar la Copa de la UEFA. El 2001 es va fer càrrec del FK Pobeda, quedant en segona posició de la lliga amb 15 victòries. Amb el Pobeda va disputar la copa Intertoto, aconseguint classificar l'equip per disputar la UEFA. El 2002 va tornar a entrenar el FK Rabotnički. Des del 2003 fins al 2009, Mirsad Jonuz va entrenar la selecció de Futbol de Macedònia Sub-21.
El 16 de maig del 2009, Jonuz va ser nomenat seleccionador de la selecció de futbol de Macedònia, en substitució de l'eslovè Srečko Katanec. En va ser seleccionador fins al juny del 2011.